# Ruiloba
Ruiloba es un municipio español situado en la comunidad autónoma de Cantabria, en la comarca de la Costa Occidental y partido judicial de San Vicente de la Barquera. Su nombre proviene de «río de la Loba», lo que delata un origen fluvial que, por lo demás, es frecuente en Cantabria. Por ello tiene en su escudo la figura de un lobo.

## Geografía
Limita al norte con el Mar Cantábrico, al oeste con el municipio de Comillas y al sur y este con el de Alfoz de Lloredo.

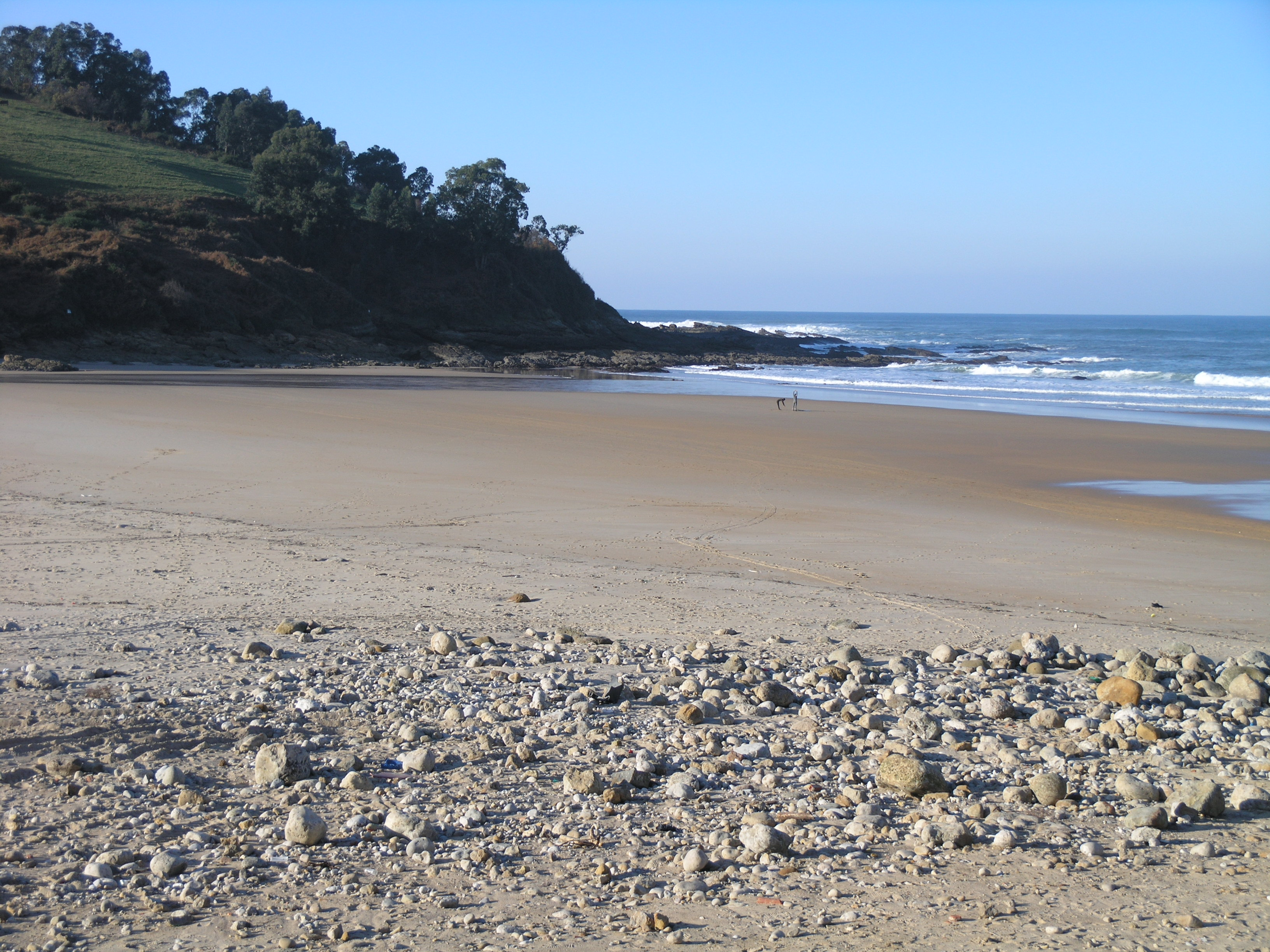
Playa de Luaña, entre Cóbreces en Alfoz de Lloredo, y Ruiloba. El arroyo de la Conchuga, al fondo, marca el límite; el acantilado que se ve es ya territorio de Ruiloba

Ruiloba es un municipio costero que linda con el mar Cantábrico al norte. Tres puntas destacan en el perfil costero: Miradorio, La Corneja y Ruiloba. Al este del Miradorio se encuentra la ensenada de Fonfría, donde hay una piscifactoría. Varios arroyos recorren Ruiloba, entre ellos el llamado de La Conchuga, que delimita el municipio por el Este, separándolo de Alfoz de Lloredo, y que desemboca en la playa de Luaña, compartida por ambos municipios, aunque perteneciendo en su mayor parte a Alfoz de Lloredo, ya que el arroyo discurre por el lado oeste.
Esta ubicación permite que se practique la pesca a nivel de aficionados, el marisqueo y la recogida de alga o caloca.
En el sur es donde el terreno se eleva un poco, alcanzando los 303,6 metros en el monte Cotalvio.
Es zona de prado, con bosques de eucalipto y pino para su explotación industrial. En lugares aislados pueden verse robles o encinas. Hay árboles destacados en la finca «La Castañera» de La Iglesia (una encina y un tejo) y en la finca «La Casa de San Pedro» de Liandres (otra encina).

## Historia
Hay vestigios de que este territorio estuvo habitado desde el Paleolítico Superior, según ha resultado de excavaciones hechas en diversas cuevas, como la de Concha o Tijeras, con un conchero musteriense o la cueva de Rupicos (Ruilobuca), la de El Portillo (Casasola), la torca del palomar (Pando) o la cueva de las cáscaras. Tanto Hermilio Alcalde del Río como Gregorio Lasaga Larreta realizaron investigaciones por esta zona.
No quedan restos de la época romana, pero se supone que por aquí debió discurrir parte de la vía Agripa o, al menos, parece que debió ser de paso obligado desde las minas de Ruiseñada hasta Portus Blendium.
Durante la Edad Media, Ruiloba formó parte del valle de Alfoz de Lloredo, perteneciente, a su vez, a la Merindad de las Asturias de Santillana. Un documento del siglo XII menciona una donación de inmuebles situados in Rio de Loba al monasterio de Santillana del Mar.
Aparece en el Libro Becerro de las Behetrías de Castilla (1351) como dependencia del Obispado de Burgos. No obstante, cabe señalar que también ejercieron jurisdicción sobre este territorio otros señores, tanto laicos como eclesiásticos. El conflicto con los señores determinaron que interviniera en el Pleito de los Nueve Valles, que reconoció la condición de realengo también de Ruiloba, excepto los barrios de Trasierra y Santa María, que seguían siendo de la Abadía de Santillana. Por ello, como integrante de Alfoz de Lloredo, formó parte de la provincia de los Nueve Valles y luego la provincia de Cantabria (siglo XVIII). Es precisamente durante la Edad Moderna cuando se desarrolla económicamente la zona.
Cuando se constituyeron los primeros ayuntamientos constitucionales, durante el Trienio Liberal, se formó el municipio de Ruiloba con dos concejos: el que llevaba el mismo nombre y el de Cóbreces. Pero en 1835 Cóbreces pasó a formar parte del municipio de Alfoz de Lloredo.

## Demografía
Ruiloba cuenta con una población de 764 habitantes (INE 2024).
| Gráfica de evolución demográfica de Ruiloba entre 1842 y 2021 |
| |
| Población de derecho según los censos de población del INE Población de hecho según los censos de población del INEEntre el censo de 1857 y el anterior, disminuye el término del municipio porque independiza varias entidades para formar Alfoz de Lloredo |

Como otros municipios rurales de Cantabria, la demografía ha indicado un progresivo envejecimiento y despoblamiento. En los últimos años parece haberse contenido el descenso de la población, situándose de forma estable en torno a los setecientos habitantes.

## Economía

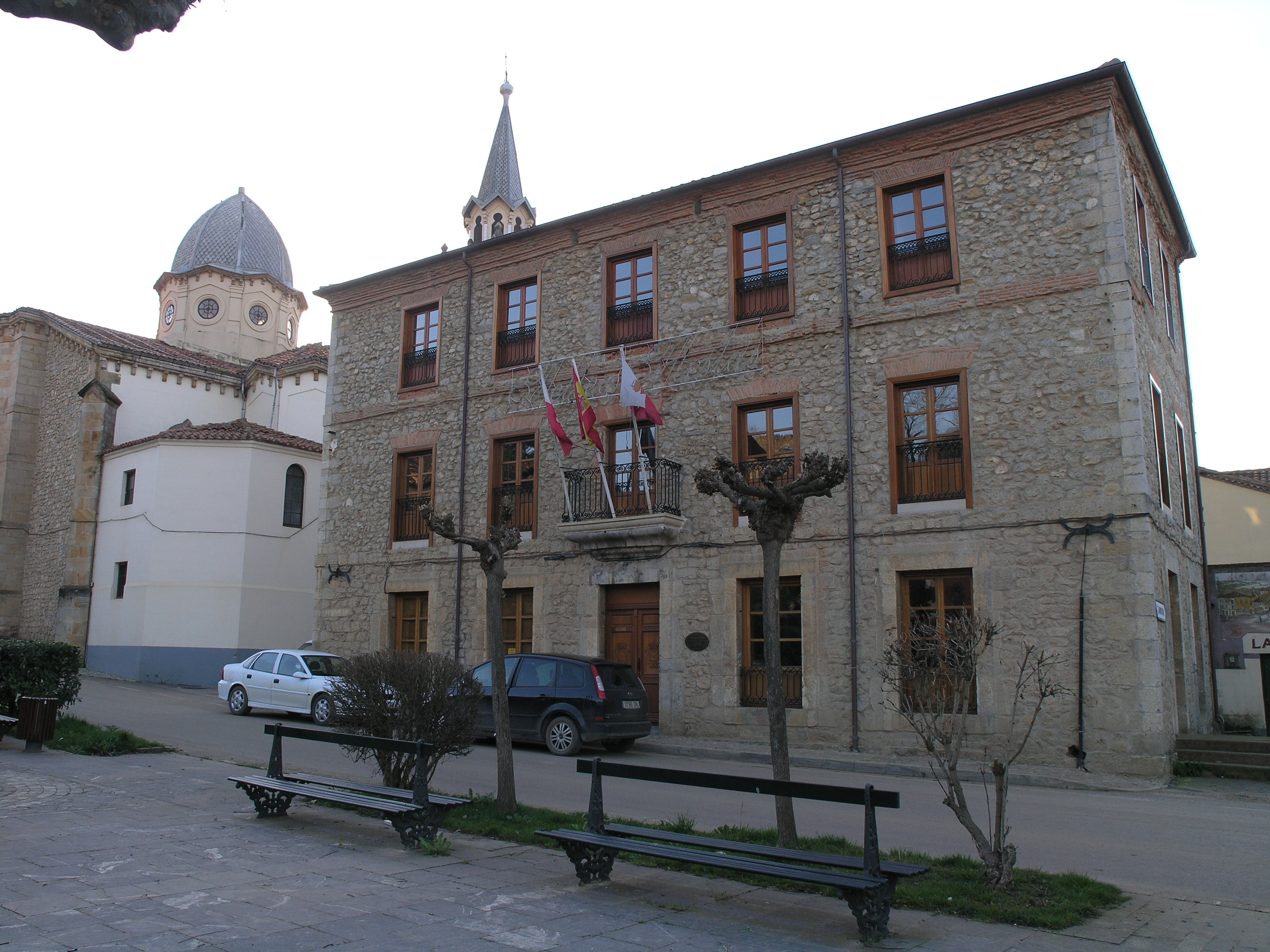
Casa consistorial de Ruiloba, en el barrio de La Iglesia, capital municipal

Actualmente, la actividad económica que emplea a prácticamente la mitad de la población activa, es el sector terciario, movido sobre todo por el turismo, que se beneficia del atractivo de municipios cercanos como el de Santillana del Mar y, sobre todo, Comillas. No obstante, aún se desarrollan actividades tradicionales como la agro-pecuaria (un 17 % de la población), o la alfarería, en talleres alrededor del barrio de La Iglesia.

## Administración y política

### Gobierno municipal
| Periodo   | Nombre                      | Partido | Partido                                  |
| --------- | --------------------------- | ------- | ---------------------------------------- |
| 2015-2019 | Gabriel Bueno Fernández     |         | Partido Popular (PP)                     |
| 2019-2023 | Sara Portilla Fernández     |         | Partido Regionalista de Cantabria (PRC)  |
| 2023-act. | Benito Julio Pinna González |         | Partido Socialista Obrero Español (PSOE) |

| Partido político                         | 2023  | 2023  | 2023       | 2019  | 2019  | 2019       | 2015  | 2015  | 2015       | 2011  | 2011  | 2011       | 2007  | 2007  | 2007       | 2003  | 2003  | 2003       |
| Partido político                         | Votos | %     | Concejales | Votos | %     | Concejales | Votos | %     | Concejales | Votos | %     | Concejales | Votos | %     | Concejales | Votos | %     | Concejales |
| Partido Regionalista de Cantabria (PRC)  | 214   | 39,48 | 3          | 184   | 36,07 | 3          | 184   | 36,51 | 3          | 235   | 43,20 | 3          | 144   | 25,76 | 2          | 121   | 22,08 | 1          |
| Partido Socialista Obrero Español (PSOE) | 167   | 30,81 | 2          | 96    | 18,82 | 1          | 33    | 6,55  | 0          | 117   | 21,51 | 1          | 221   | 39,53 | 3          | 281   | 51,28 | 4          |
| Partido Popular (PP)                     | 97    | 17,89 | 1          | 123   | 24,11 | 2          | 279   | 55,36 | 4          | 182   | 33,46 | 3          | 118   | 21,11 | 2          | 137   | 25,00 | 2          |
| Ciudadanos (CS)                          | 59    | 10,88 | 1          | 57    | 11,17 | 1          | —     | —     | —          | —     | —     | —          | —     | —     | —          | —     | —     | —          |

### Orgnanización territorial
Los núcleos en los que se distribuye la población son:
- Casasola
- Concha
- La Iglesia (capital)
- Liandres
- Pando
- Ruilobuca
- Sierra
- Trasierra

## Cultura

### Patrimonio

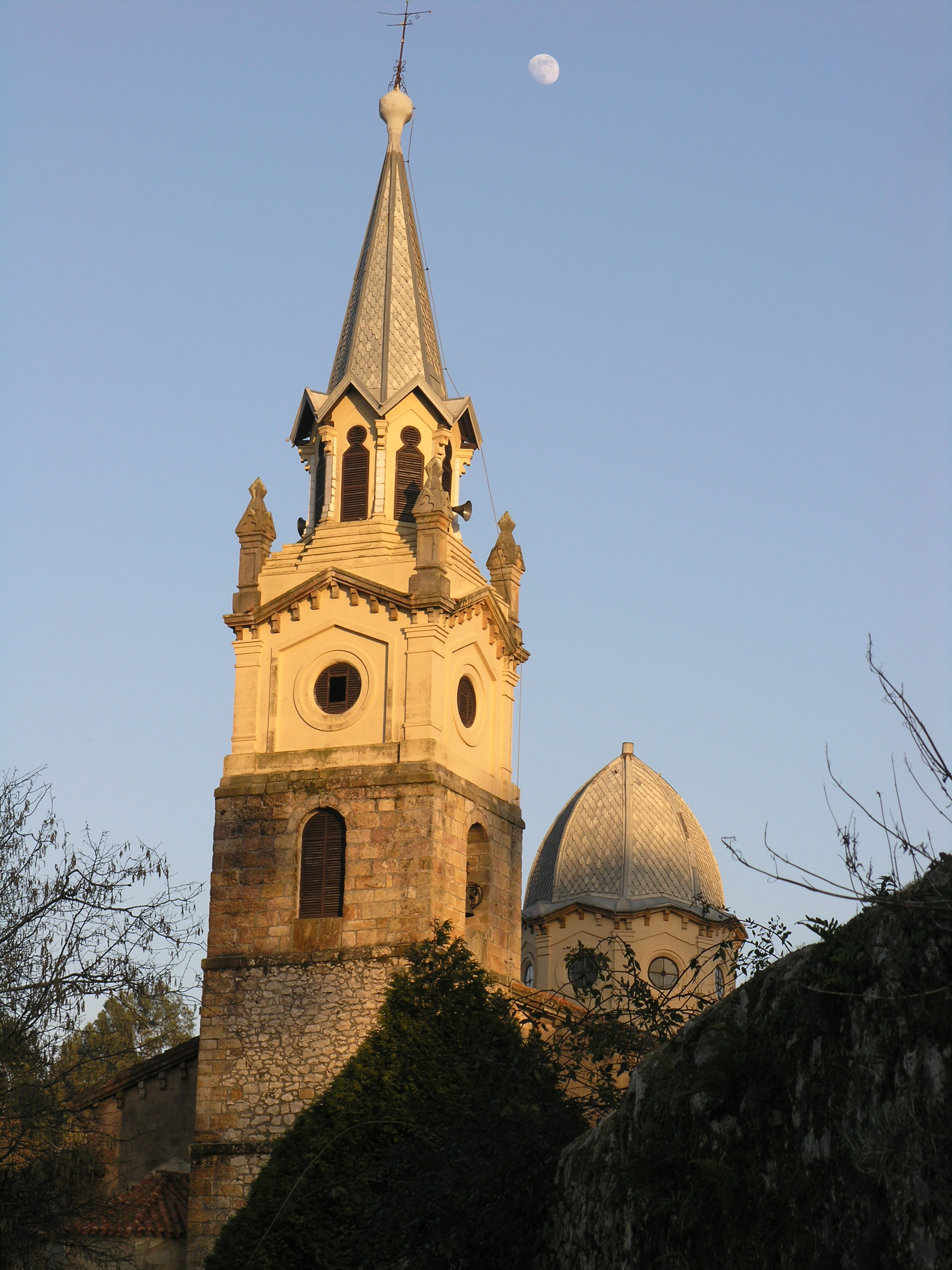
Torre de la iglesia de la Asunción

No existe en este municipio ningún Bien declarado de Interés Cultural. Pueden, no obstante, mencionarse diversos puntos de interés:
- Cueva de El Portillo I, yacimiento prehistórico en Casasola, con arte rupestre paleolítico.
- Iglesia de la Asunción, en La Iglesia, construida en el siglo XVII en estilo barroco y reformada a finales del siglo XIX.
- Convento de San José, cerca de Pando, perteneciente a las Carmelitas Descalzas. Es un edificio del siglo XIX, según modelo barroco.
- Ermita de Nuestra Señora de los Remedios, en Liandres, ubicada en un alto frente a la costa, fue construida entre 1883 y 1888 por el arquitecto Casimiro Pérez de la Riva, para su tío Ángel Bernardo Pérez y Pérez.
- Casa de los Reyes, en Liandres, barroca.
- Casa y torre de Trasierra.

En varios pueblos del municipio, como Casasola, Concha o Pando, pueden verse interesantes conjuntos de arquitectura popular propia de las Asturias de Santillana, caracterizada por casas en hilera, con balcones corridos desde un hastial o muro cortafuegos al otro, con sillería y mampostería.

### Folclore
Sobre la danza de Ruiloba han hablado abundantemente los folcloristas Cántabros más prestigiosos que coinciden en señalar a Ruiloba como cuna de muchas danzas ancestrales que han llegado con diversos nombres y localizaciones incluida la de Ibio, que se la emparienta con las danzas guerreras tolanas. La más representativa es la llamada Danza de las lanzas que en parte, se piensa que pudo ser importada de Italia en el siglo XVI.
Hay una leyenda que habla de esta danza y que tiene por protagonista a un capitán de Ruiloba, apellidado Velarde que alistado con una veintena de mozos en los Tercios de Flandes vio sus tropas diezmadas por un terrible azote de peste, el capitán se puso con sus soldados bajo la advocación de la Virgen del Remedio para que les permitiera volver sanos y salvos a Ruiloba bajo la promesa de celebrar grandes fiestas ante su santuario si les concedía esta gracia. Y como el milagro se obrara, los festejos se celebraron y entre ellos tuvo especial práctica la danza de las lanzas, que aún hoy conserva aquel carácter «guerrero».
El baile a lo llano de Ruiloba se diferencia de los de otras zonas, y tiene unas ciertas reminiscencias de los bailes orientales y la donosura de la sardana. Este baile se comprueba que es más ágil que los demás y resulta más bonito. Las danzas en cuestión tienen un origen remotísimo ejecutadas al son de los romances del conde del Sol, Gerineldo y algún otro de ese mismo corte. Y así otras muchas danzas y bailes parecen inspiradas en estas tolanas, especialmente de esta de las lanzas, de la que escribió Menéndez Pidal era “la más genuina demostración de la demosofía cántabra y que goza con justicia de una fama insuperable por unir vistosidad, colorido, gallardía y una altivez que evocan constantemente la condición guerrera de su origen”. Con el santuario del Remedio, gozó además del privilegio de acoger en su explanada a los danzantes de estos bailes el del Mozucu de Udías, a donde acuden el 9 de septiembre de cada año los ruilobanos a cumplir una antiquísima promesa junto con los de otras comarcas próximas.
Quizás la Danza de las Lanzas sea la más conocida, pero destacan también el baile a lo llano, los picayos, este último se realiza a la virgen o al santo de cada festividad y el baile a lo chile, recuperado por los actuales danzantes tras más de 40 años sin realizarse.

### Fiestas
- 2 de julio, Virgen de los Remedios, en Liandres y La Iglesia. Hay una procesión desde la ermita de la Virgen, cerca de Liandres, hasta la iglesia. Se baila la danza de las Lanzas, la manifestación folclórica más destacada de Ruiloba. Se considera una danza muy antigua, con origen en el siglo XVI.
- 9 de septiembre, Nuestra Señora de la Caridad. Durante esta festividad, se celebra la fiesta de El Mozucu y una peregrinación hasta la ermita de la Caridad en Udías.